# 圣马丹杜特
圣马丹杜特（法語：Saint-Martin-d'Août，法語發音：[sɛ̃ maʁtɛ̃ dut]）是法国德龙省的一个市镇，属于瓦朗斯区。

## 地理
圣马丹杜特（45°13'3"N, 4°59'5"E）面积7.67 平方千米，位于法国奥弗涅-罗讷-阿尔卑斯大区德龙省，该省份为法国东南部内陆省份，北起顺时针与伊泽尔省、上阿尔卑斯省、上普罗旺斯阿尔卑斯省、沃克吕兹省和阿尔代什省接壤。
与圣马丹杜特接壤的市镇（或旧市镇、城区）包括：加洛尔新堡、欧特里沃、圣阿维、泰尔萨讷。

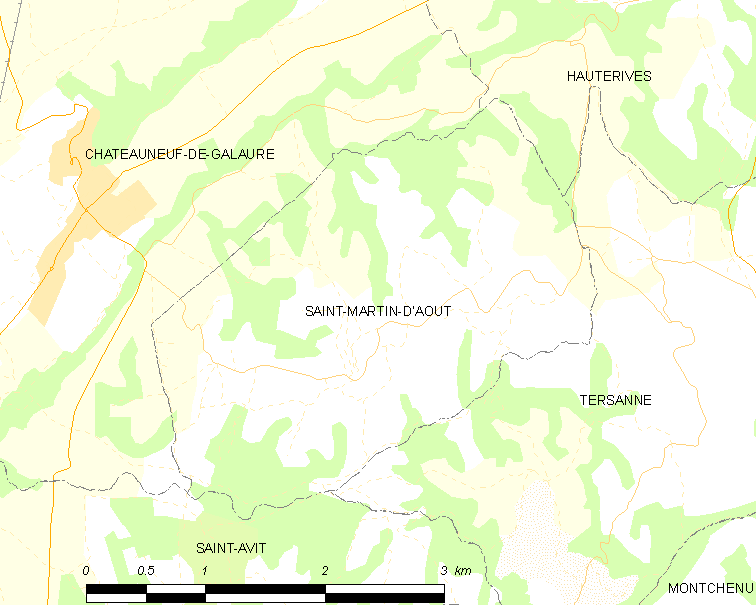
圣马丹杜特的OSM定位图

圣马丹杜特的时区为UTC+01:00、UTC+02:00（夏令时）。

## 行政
圣马丹杜特的邮政编码为26330，INSEE市镇编码为26314。

## 政治
圣马丹杜特所属的省级选区为丘陵德龙县。

## 人口

1962-2008年间圣马丹杜特人口变化图示

圣马丹杜特于2022年1月1日时的人口数量为389人。